# 향동고등학교
향동고등학교(香洞高等學校)는 대한민국 경기도 고양시 덕양구 향동동에 있는 공립 고등학교이다.

## 학교 연혁
- 2019년 7월 1일 : 향동고등학교 설립 인가 (30학급)
- 2021년 3월 1일 : 향동고등학교 개교 (3학급)
- 2021년 3월 1일 : 초대 최광보 교장 취임
- 2021년 3월 2일 : 제1회 입학식 (48명) 일반학급 3학급
- 2021년 5월 11일 : 학교 도서관 개관식
- 2021년 8월 12일 : 학생생활문화공간 구성(2,3층)
- 2021년 8월 31일 : 학교 공간혁신 프로젝트 사업 완공
- 2022년 4월 18일 : 고양형 학교시설 공유제 협약
- 2022년 12월 31일 : 창의 융합 학습 공간 구성(3,4층)
- 2023년 5월 4일 : 자율선택급식 모델학교 운영
- 2024년 1월 5일 : 제1회 졸업식(50명)
- 2024년 3월 4일 : 디지털 기반 교육혁신 선도학교 운영
- 2024년 3월 4일 : 제4회 입학식(183명) 일반학급 9학급

## 참고 자료
- 향동고등학교 - 한국교육학술정보원 학교알리미